# 旭王寺 (瑞浪市)
旭王寺（ぎょくおうじ）は岐阜県瑞浪市山田町にある臨済宗妙心寺派の聖澤門派の寺院。山号は長冨山。人形供養の寺として知られる。

## 歴史
古くは、この地に瑞雲山 慈泉庵という草庵があり、現在も旭王寺東側の山の中腹に井戸が残っている。
永正4年(1507年)、臨済宗妙心寺派の聖澤門派系下の加茂郡細目村にある大仙寺の東陽英朝(大道眞源禅師)を開山に迎えて、旭王寺として再創し十一面観世音菩薩を本尊としたと伝わる。
明治5年(1872年)の旭王寺の過去帳に「明細達書之扣」という記述があり、その内容は以下の通りである。
明暦3年(1657年)、嶺宗淨庾により、山田城の二の丸跡地に旭王寺が再興された。
元禄8年(1659年)、土岐郡三十三所巡礼九番札所となった。
享保6年(1721年)2月、本堂と庫裏を焼失した。
享保年間(1716～1736年)に山号を長冨山とした。
明和5年(1768年)1月、山門を建立した。
明和6年(1769年)8月、鐘楼を再建した。
本尊の十一面観音を焼失していたが、安永9年(1780年)11月、観音堂、十一面観音、聖観音が出来上がった。
天明8年(1788年)3月10日、方丈の普請が出来上がり、入仏供養が行われた。
文化9年(1812年)秋、山門を再建した。
慶応元年(1865年)、本堂と庫裏を焼失した。
明治21年(1888年)、本堂を再建した。
明治31年(1898年)8月、鐘棟を再建した。
昭和18年(1943年)1月、金属類回収令により梵鐘を供出したため、昭和23年(1948年)11月に再鋳した。
平成5年(1993年)11月、山門を再建した。
平成15年(2003年)3月、鐘楼を再建した。
平成29年(2017年)7月15日、本堂と位牌堂の改築工事が完成した。
平成30年(2018年)4月30日、庫裡の改築工事が完成し、6月17日、本堂の落慶法要が行われた。

## 本堂内諸仏

### 十王仏像
本堂内の一番左の仏壇に十三体の木製の仏像が安置されている。
秦広王(不動明王)・初江王(釈迦如来)・宋帝王(文殊菩薩)・五官王(普賢菩薩)・閻魔王(地蔵菩薩)・変成王(弥勒菩薩)・泰山王(薬師如来)・平等王(観音菩薩)・都市王(勢至菩薩)・五道転輪王(阿弥陀如来)の他、奪衣婆・司録・司命の像があり、
最上段の五道転輪王の台座に、享保12年(1727年)の記録が残っているので、この年に造られたものと考えられる。

### 涅槃図
享保20年(1735年)11月に寄贈されたもので、昭和60年(1985年)4月に再装された。
通常は公開していないが、2月15日の涅槃会の際に公開している。

## 境内

### 阿弥陀如来石像
享保年間に3年間に渡る大法要勤行会の終了を記念して建立した丸彫りで光背付きの石像である。

### 法華納経塔
享保2年(1717年)に建立された国東型宝塔形式の石塔で、丸形の塔身に法華納経塔と刻まれている。

### 聖観音石像
享保8年(1723年)に建立された光背型の立像で、左手に蓮華を持ち、右手に施無畏印を持っている。

### 日露戦役従軍記念碑
明治41年(1908年)に建立された石碑で、表に従軍者名が、裏に設立の経緯が刻まれている。

### 戦没者英霊碑
昭和41年(1965年)に建立された石碑で、日露戦争1名・太平洋戦争25名の戦没者の慰霊碑である。

### 灯篭
明治40年(1907年)に建立が1基・昭和42年(1967年)に建立が1対・平成5年(1993年)建立が1対・平成15年(2003年)建立が1対ある。

## 山門前

### 聖観音石像
明和5年(1768年)に建立。光背型の立像である。

### 西国三十三観音霊場巡拝記念碑
山門前東側の三番目にある巡拝記念碑には、 元文二の台石に「西国巡礼同行塔」と刻まれている。
山門前西側の五番目にある巡拝記念碑には、「奉供養西国巡礼同行二十二人 宝暦九」と刻まれている。

### 名号碑
享保16年(1731年)に建立。正面に「南無阿弥陀仏」、左面に13名の人名が刻まれている。
天明4年(1784年)に建立。正面に「南無阿弥陀仏」、右面に日付と人名、左面には8名の人名が刻まれている。
天明9年(1789年)に建立。石碑群中に並ぶ小型の角柱である。
文化13年(1816年)に建立。「南無阿弥陀仏」と刻まれている。
天保4年(1833年)に建立。鐘鋳念仏供養塔で角柱である。
天保5年(1834年)に建立。小型の角柱である。

### 観音講碑
延享2年(1745年)に建立。両手に蓮華を持つ立像が浮き彫りとなっている角柱塔である。

### 聖号碑
宝暦9年(1759年)に建立。「南無大慈大悲観世音」と刻まれている。

### 三界萬霊塔
明和9年(1772年)に建立。自然石を使用した板碑型で願主は岩島氏である。

### 念仏講碑
文化元年(1804年)に建立。「南無阿弥陀仏 石灯籠念仏講中」と刻まれている。

### 役行者石像
文政11年(1828年)に建立。右手に錫杖、左手に経巻を握っており、「国家安全 文政十一子年六月 講連中」と刻まれている。

### 延命地蔵
昭和4年(1929年)に建立。住職は海巖孝道、願主は栄法である。

## 関連リンク
- 旭王寺　瑞浪市観光協会